# Vẫn thạch
Vẫn thạch là phần còn lại của thiên thạch đến từ vùng không gian giữa các hành tinh bay vào khí quyển, bị cháy mất một phần và rơi xuống bề mặt Trái Đất. Vẫn thạch còn được tìm thấy trên bề mặt của Mặt Trăng và Sao Hỏa.
Các thiên thạch này có thể là tiểu hành tinh nhỏ hay sao chổi đã chết, với khối lượng từ 10−10 đến 104 kg và đường kính từ vài μm đến hàng mét. Các hạt thiên thạch nhỏ được gọi là thiên thạch micrô. Các thiên thạch lớn hơn là các phần sót lại, các mảnh vỡ của sao chổi hay tiểu hành tinh. Các phần vỡ vụn còn lại của các sao chổi già, hết phát sáng vẫn tiếp tục chuyển động theo quỹ đạo elip ban đầu của sao chổi. Chỉ khi quỹ đạo Trái Đất giao cắt với các dòng thiên thạch vô hình này, sự tồn tại của nó mới được phát hiện.
Khi xuyên vào khí quyển Trái Đất, chúng bốc cháy ở độ cao 150 – 120 km gây nên hiện tượng sao băng; các sao băng sáng đặc biệt được gọi là cầu lửa (tiếng Anh: bolide). Một thiên thạch với kích thước chỉ 30 đến 40 cm tạo ra vùng không khí bốc cháy quanh nó rộng vài trăm mét.
Nhiệt độ bề mặt thiên thạch có thể đạt đến 1.600 °C và ở độ cao trên 100 km, bề mặt của nó nóng chảy, biến thành chất khí, bốc hơi nhanh và phát sáng. Thiên thạch phải có khối lượng đủ lớn, khối lượng riêng cao và chuyển động tương đối chậm (vận tốc nhỏ hơn 20 km.s−1) mới không bị cháy hoàn toàn trong khí quyển. Đa phần quỹ đạo các vẫn thạch không xác định được.

## Phân loại

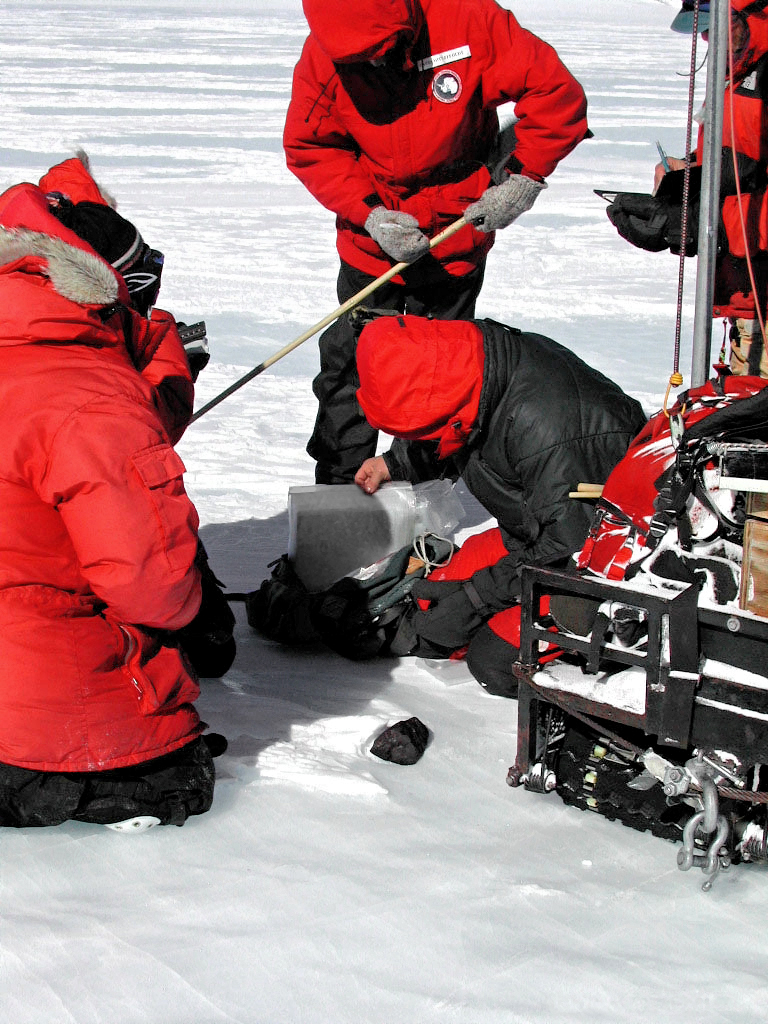
Vẫn thạch tìm thấy ở Nam cực.

Vẫn thạch được phân thành các nhóm sắt (siderites), đá (aerolites), sắt-đá (siderolites).
Hai phân nhóm chrondrites (86%) và achrondrites (7%) của vẫn thạch đá chiếm phần lớn. Chỉ có 1,5% là vẫn thạch hỗn hợp sắt-đá và 5,5% là các vẫn thạch sắt.

## Vẫn thạch học
Vẫn thạch học là ngành thiên văn nghiên cứu nguồn gốc, vật lý vẫn thạch, thành phần hóa học, thành phần đồng vị, thành phần chất khoáng, cấu trúc, sự hình thành hố vẫn thạch.

## Mưa vẫn thạch
Mưa vẫn thạch là hiện tượng một số lượng lớn vẫn thạch rơi lên một vùng nhỏ. Đây chỉ là một trường hợp đặc biệt khi một vẫn thạch lớn bị vỡ ra thành nhiều mảnh nhỏ hơn trong khí quyển trước khi rơi đến mặt đất.

## Hố vẫn thạch

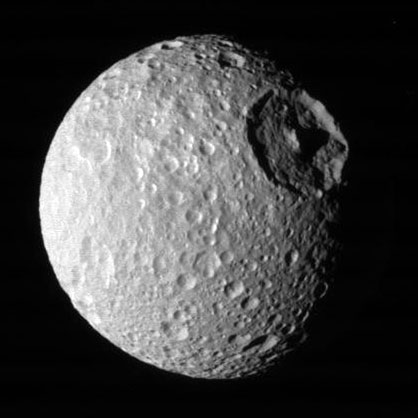
Hố vẫn thạch trên vệ tinh Mimas

Hố vẫn thạch là các hố trên bề mặt Trái Đất, các hành tinh, vệ tinh có bề mặt cứng... được tạo ra do va chạm với các vẫn thạch. Hố vẫn thạch được chia làm hai nhóm theo trình tự hình thành của nó. Hố vẫn thạch chính bị va chạm đầu với thiên thể đào xới mà thành. Các hố vẫn thạch phụ xuất hiện do các mảnh vỡ từ vụ va chạm đầu rơi xuống lại bề mặt hành tinh.
- Trước đây các hố vẫn thạch được coi là các đặc điểm riêng biệt của Mặt Trăng, các hố vẫn thạch ít ỏi trên bề mặt Trái Đất được coi là hiện tượng hiếm có. Về sau các nghiên cứu vệ tinh nhân tạo và các máy thăm dò vũ trụ đã khẳng định: hố thiên thạch là các đặc điểm chung của các thiên thể với bề mặt cứng không được bảo vệ trong hệ Mặt Trời. Các thiên thể không có khí quyển có nhiều hố vẫn thạch hơn với đường kính nhỏ hơn.
- Từ Trái Đất có thể quan sát trên bề mặt Mặt Trăng bằng ống nhòm khoảng 300.000 hố vẫn thạch. Thực tế kết quả từ các ảnh chụp từ các vệ tinh nhân tạo của Mặt Trăng hay của các thiết bị hạ cánh trên bề mặt của nó dự tính số lượng 3.1012 hố vẫn thạch có đường kính lớn hơn 1m (tính cả mặt không nhìn thấy của Mặt Trăng). Mật độ hố vẫn thạch của Sao Thủy tương tự như trên Mặt Trăng.
- Trên Sao Hỏa do xói mòn của gió và bão bụi, các hố vẫn thạch nhỏ dần bị vùi lấp. Các dấu vết của hố vẫn thạch bị vùi lấp do xói mòn gọi là các vết thương vũ trụ (astroblems).
- Trên Trái Đất sự xói mòn các hố vẫn thạch diễn ra mạnh mẽ nhất do tác động của nước. Trên lãnh thổ Canada ngày nay, trong vòng 1 tỉ năm gần đây xuất hiện khoảng 300 hố vẫn thạch có đường kính lớn hơn 2.500 m, dưới tác động xói mòn nay chỉ còn 17 hố. Trên bề mặt các lục địa trong vòng 1 tỉ năm gần đây có khoảng 130.000 hố vẫn thạch lớn hơn 1.000 m hình thành, hiện chỉ có 100 hố còn nhận ra.

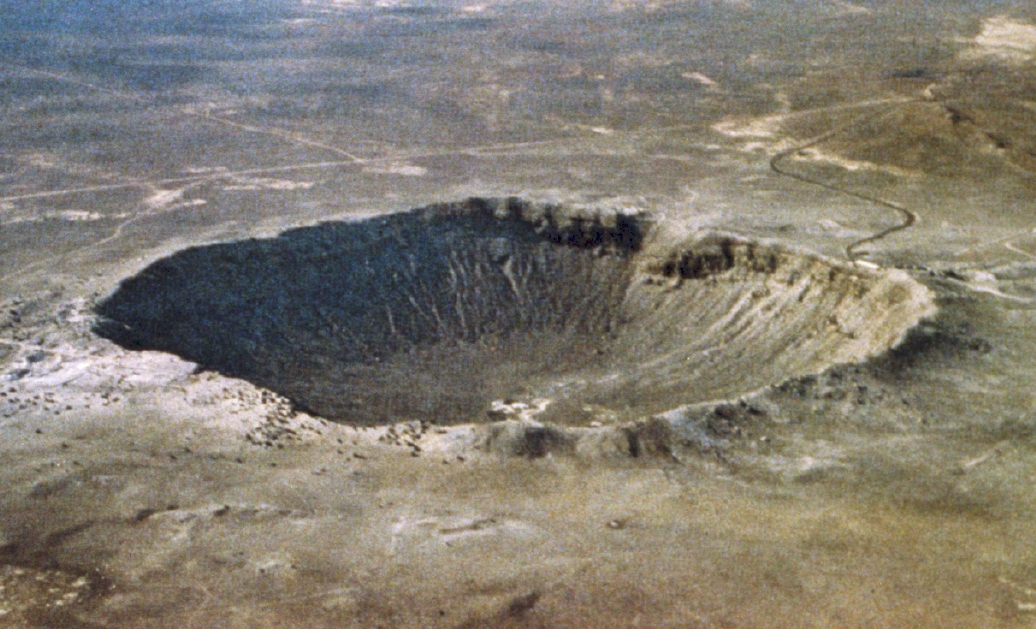
Hố vẫn thạch Barringer ở Arizona, Hoa Kỳ

- Trên Sao Kim các hố vẫn thạch được tìm thấy bằng rađa. Trên các vệ tinh Phobos và Deimos, các hố vẫn thạch mang các đặc trưng riêng của các thiên thể dạng tiểu hành tinh. Trên mẫu đất đá từ Mặt Trăng mang về, các hố vẫn thạch trên mọi mẫu đất đá mang đặc điểm của các vụ rãi bom của các tiểu thiên thạch từ vũ trụ từ không gian vũ trụ. Các hố vẫn thạch có thể mang đường kính hiển vi, khi đó chúng được gọi là các hố vẫn thạch micro.

Quá trình hình thành hố vẫn thạch được kiểm chứng bằng lý thuyết lẫn thực nghiệm bằng chất nổ hóa học, bằng các vụ nổ hạt nhân và bằng các tên lửa tốc độ cao. Vụ va chạm với vật thể gây nên sóng áp lực phá vỡ liên kết vật liệu xung quanh và tiếp tục lan xa. Nhiệt độ đạt đến 2000K, năng lượng va chạm ứng với đường kính của hố va chạm. Hố vẫn thạch ở Arizona rộng 1200 m, ứng với tổng năng lượng 1,7 Megaton (7.1015J) cần dùng để hất tung ra 0,3 km³ đất đá, hố vẫn thạch ở Québec với đường kính 62 km cần đến năng lượng 7.1022J.

## Các vẫn thạch nổi tiếng

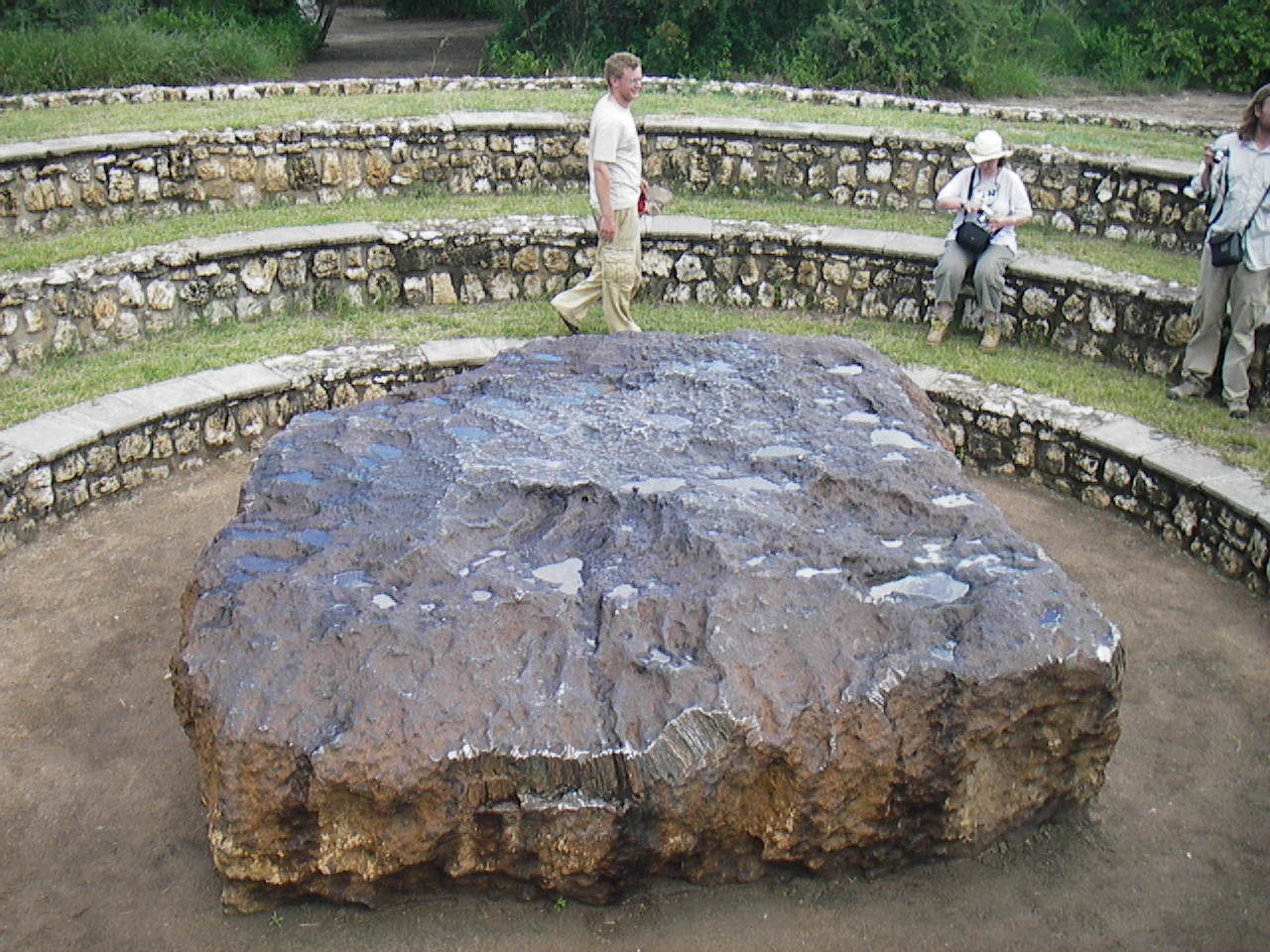
Honba- vẫn thạch nặng nhất

- Norton County, Hoa Kỳ: mưa vẫn thạch, vẫn thạch nặng nhất 1.000 kg
- Jiling, Trung Quốc: vẫn thạch đá (chrondrit) nặng nhất, cân được 1.770 kg
- Cape York, Greenland: vẫn thạch sắt, 31 tấn
- Hoba, Cộng hòa Nam Phi: vẫn thạch sắt, 66 tấn, là vẫn thạch nguyên khối lớn nhất được tìm thấy